# Comuna Pâncești, Bacău
Pâncești (sau Păncești, în maghiară Poncsest) este o comună în județul Bacău, Moldova, România, formată din satele Chilia Benei, Dieneț, Fulgeriș, Fundu Văii, Motoc, Pâncești (reședința), Petrești și Soci.

## Așezare
Comuna se află în partea central-estică a județului Bacău, pe malul stângă al Siretului, în zona unde acesta primește apele afluentului Fulgeriș, imediat în aval de lacul de acumulare Răcăciuni. Este străbătută de șoseaua județeană DJ252, care o leagă spre nord de Parincea, Ungureni și Buhoci (unde se termină în DN2F) și spre sud de Găiceana, Huruiești, apoi mai departe în județul Vrancea de Homocea și Ploscuțeni și în județul Galați de Buciumeni, Nicorești și Cosmești (unde se termină în DN24). Din acest drum, la Petrești se ramifică șoseaua județeană DJ252B, care duce spre nord-nord-est la Horgești, Gioseni, Tamași și Buhoci. Din DJ252B, la Pâncești se ramifică DJ252C, care duce spre sud-est la Corbasca, Ungureni și Huruiești. Din DJ252C, la Dieneț se ramifică șoseaua județeană DJ252E, care duce spre vest peste Siret la Răcăciuni (unde se termină în DN2).

## Demografie
Componența etnică a comunei Pâncești
     Români (88,99%)
     Alte etnii (0,08%)
     Necunoscută (10,93%)
Componența confesională a comunei Pâncești
     Ortodocși (88,25%)
     Alte religii (0,71%)
     Necunoscută (11,04%)
Conform recensământului efectuat în 2021, populația comunei Pâncești se ridică la 3.652 de locuitori, în scădere față de recensământul anterior din 2011, când fuseseră înregistrați 3.919 locuitori. Majoritatea locuitorilor sunt români (88,99%), iar pentru 10,93% nu se cunoaște apartenența etnică. Din punct de vedere confesional, majoritatea locuitorilor sunt ortodocși (88,25%), iar pentru 11,04% nu se cunoaște apartenența confesională.

## Politică și administrație
Comuna Pâncești este administrată de un primar și un consiliu local compus din 13 consilieri. Primarul, Vișinel Grădinaru[*], de la Partidul Social Democrat, este în funcție din 2016. Începând cu alegerile locale din 2024, consiliul local are următoarea componență pe partide politice:
|  | Partid                          | Consilieri | Componența Consiliului | Componența Consiliului | Componența Consiliului | Componența Consiliului | Componența Consiliului | Componența Consiliului | Componența Consiliului |
|  | ------------------------------- | ---------- | ---------------------- | ---------------------- | ---------------------- | ---------------------- | ---------------------- | ---------------------- | ---------------------- |
|  | Partidul Social Democrat        | 7          |                        |                        |                        |                        |                        |                        |                        |
|  | Partidul Național Liberal       | 4          |                        |                        |                        |                        |                        |                        |                        |
|  | Alianța pentru Unirea Românilor | 1          |                        |                        |                        |                        |                        |                        |                        |
|  | Partidul Mișcarea Populară      | 1          |                        |                        |                        |                        |                        |                        |                        |

## Istorie
Teritoriul comunei prezintă urme de locuire încă din preistorie. Acest lucru îl atestă numeroasele descoperiri arheologice datând încă din perioada eneoliticului. Descoperiri aparținând culturii Cucuteni au fost făcute în situl de la Fulgeriș - "Trei Cireși" (cercetări intreprinse de arheologul Lăcrămioara Istina), iar epoca bronzului este documentată prin descoperirile făcute la Pâncești, Soci și Petrești. Principalul obiectiv arheologic de pe raza comunei este situl Pâncești - "Cetățuia", plasat greșit în unele lucrări ca fiind în satul Răcătău (com. Horgești). Aici au fost evidențiate urme de locuire din epoca bronzului (cultura Monteoru), Hallstatt (cultura Cozia-Brad) și cultura geto-dacă (sec. IV i.Hr.-I d.Hr.). Așezarea geto-dacă face parte din rândul centrelor de autoritate de tip dava și a fost identificată cu Tamasidava menționată de geograful alexandrin Claudios Ptolemaios, în lucrarea "Îndreptar geografic", scrisă în sec. II d.Hr. Statiunea a fost cercetată de arheologul Viorel Căpitanu și obiectele descoperite, multe cu valoare de unicat în cadrul civilizației geto-dace, se află la Complexul Muzeal "Iulian Antonescu" Bacău. La aproximativ 1 km spre E se afla necropola tumulară asociată centrului rezidențial. Alte vestigii aparținând epocii geto-dace au fost semnalate la Pâncești - "Vatra satului" și Soci.
Din Pâncești provin și vestigii carpice și medievale. Prima atestare documentară a satelor Pâncești și Dieneț datează din anul 1471, într-un act semnat de Ștefan cel Mare în favoarea marelui boier Isaia din Răcătău. Cele două localități sunt menționate și de Dimitrie Cantemir în lucrarea "Descriptio Moldaviae" (1714-1716).
La sfârșitul secolului al XIX-lea, comuna făcea parte din plasa Siretul de Jos a județului Bacău și era formată din satele Pâncești, Dieneț, Dealul-Dieneț, Fulgeriș, Valea lui Moțoc și Răstoaca, având în total 1624 de locuitori ce trăiau în 409 case. În comună existau o școală mixtă cu 18 elevi, două biserici (la Pâncești și Dieneț), iar principalii proprietari de terenuri erau statul, Neculae G. Negel, moștenitorii lui I. Strat și Ion al Sandului. La acea vreme, pe teritoriul actual al comunei mai funcționa, în plasa Bistrița de Jos a aceluiași județ, și comuna Petrești, având în componență satele Fundu Văii, Soci, Petrești și Valea lui Neni, cu 1318 locuitori. Existau și aici două biserici (la Petrești și la Soci) și o școală mixtă cu 32 de elevi, iar principalii proprietari funciari erau moștenitorii lui Alexandru Vidrașcu.
Anuarul Socec din 1925 consemnează desființarea comunei Petrești (inclusă atunci în comuna Horgești). Comuna Pâncești făcea parte din plasa Răcăciuni a aceluiași județ și avea în compunere satele Dieneț, Dealu, Fulgerișu, Pâncești și cătunele Chilia, Motoc și Răstoaca, populația lor totală fiind de 1961 de locuitori. Legea administrației din 1931 consemnează în comuna Păncești satele Chilia Benei, Dealu-Dieneț, Dieneț, Fulgeriș, Motoc și Păncești.
În 1950, comuna a fost transferată raionului Bacău din regiunea Bacău. În 1968, ea a revenit la județul Bacău, reînființat. Tot atunci, Satul Dieneț-Vale (fost Dieneț) a fost desființat și comasat cu Păncești, satul Dieneț-Deal a luat numele de Dieneț, iar comuna Petrești, reînființată între timp, a fost din nou desființată, satele ei trecând de această dată la comuna Pâncești.

## Monumente istorice

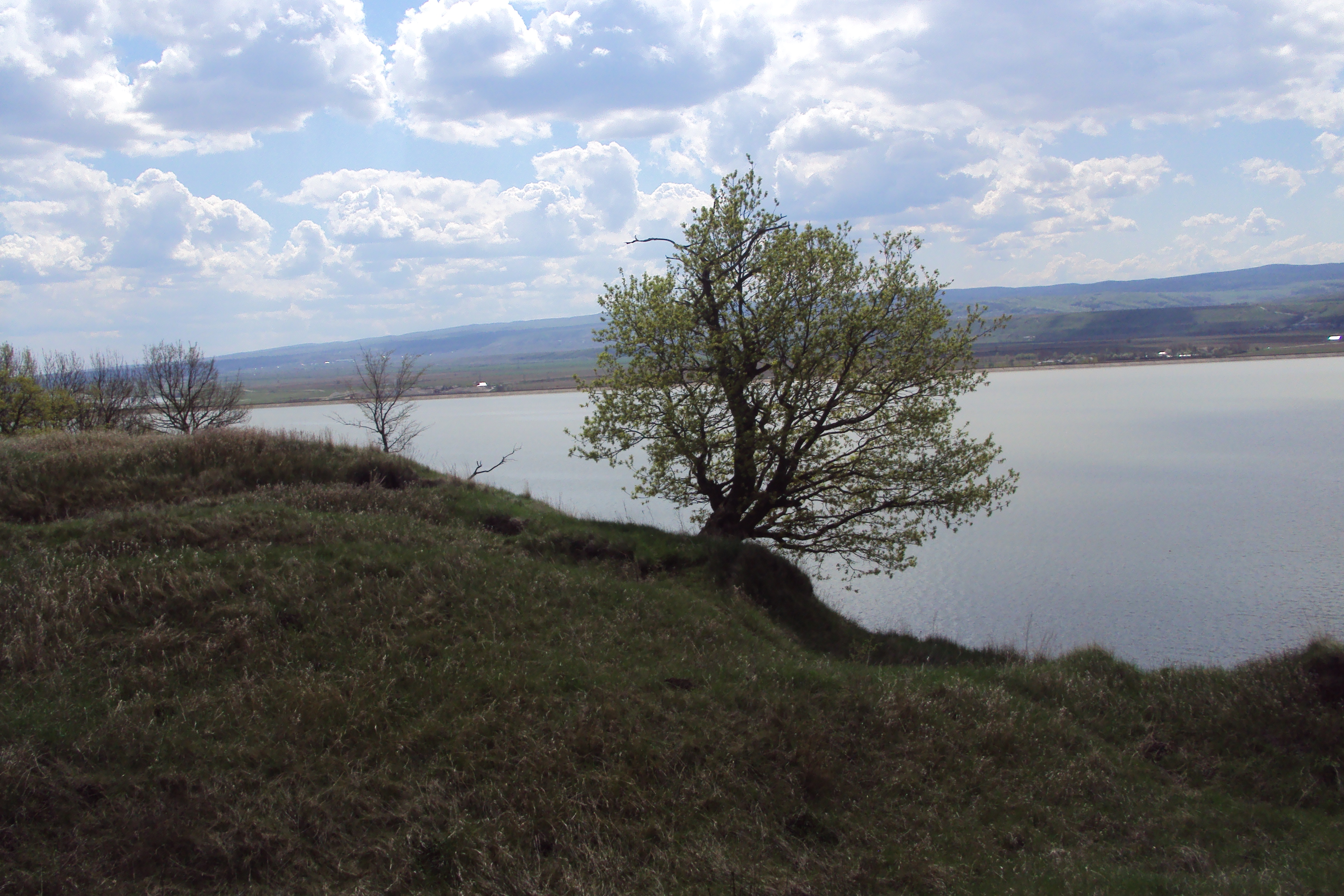
Locul cetății denumite Tamasidava, sit arheologic de interes național din comuna Pâncești

În comuna Pâncești se află situl arheologic de interes național de la „Cetățuie” aflat în livada fermei Răcătău, la 4 km nord de satul Pâncești, unde se află urmele cetății geto-dacice Tamasidava din perioada Latène (secolele al IV-lea î.e.n.–al II-lea e.n.), precum și o necropolă din aceeași perioadă și urmele unei așezări fortificate din Epoca Bronzului.
În rest, alte trei obiecive din comună sunt incluse în lista monumentelor istorice din județul Bacău ca monumente de interes local. Unul este un alt sit arheologic, aflat la nord de satul Fulgeriș, între pâraiele Fulgeriș și Soci, ce conțin urmele unor așezări din eneolitic (cultura Cucuteni, faza A), Epoca Bronzului (cultura Monteoru) și perioada geto-dacică. Celelalte două sunt clasificate ca monumente de arhitectură — școala (1910) din satul Pâncești, și biserica „Cuvioasa Paraschiva” (construită în 1810, cu transformări în 1924 și 1948) aflată în satul Petrești.

## Educație și cultură
Până în 2010, comuna Pâncești beneficia de o rețea educațională formată din 8 școli și 6 grădinițe. După noile reglementări ale Ministerului Educației, numărul de școli a fost redus la 3.
Principala personalitate culturală originară din comuna Pâncești este cântăreața de muzică populară Maria Pietraru, născută în Fundu Văii.

## Personalități născute aici
- Luigi Ionescu (1927 - 1994), cântăreț de muzică ușoară, piesa sa de referință fiind "Lalele", compusă de Temistocle Popa.